# Monarca de Pohnpei
El monarca de Pohnpei (Myiagra pluto) és un ocell de la família dels monàrquids (Monarchidae).

## Hàbitat i distribució
Viu entre la malesa del bosc i als boscos oberts de l'illa de Pohnpei, a les Carolines orientals.